# Wieloliść
Wieloliść – motyw dekoracyjny w formie stylizowanej rośliny (liście, płatki kwiatów).
Wieloliść składa się z zarysowanych geometrycznie powtarzających się rytmicznie odcinków łuku o różnym kształcie (np. ostrym, podkowiastym, pełnym itp.), połączonych ze sobą w układ dwu-, trój-, cztero-, pięcio-, sześcioliścia, itd. Dwuliść był stosowany w formie otwartej, pozostałe w formie otwartej lub zamkniętej. Wykorzystywany od czasów społeczeństw pierwotnych. Spotykany jest w architekturze starożytnego Rzymu, islamu, wczesnego chrześcijaństwa, romańskiej i gotyku.
Rzut poziomy budowli centralnej oraz apsydy wykorzystywał czasami plan trójlistny (układ treflowy) lub czterolistny (tetrakonchos).
Występował także jako element zdobniczy w sztuce dekoracyjnej (snycerstwo, złotnictwo itp.).

## Zastosowanie wieloliścia

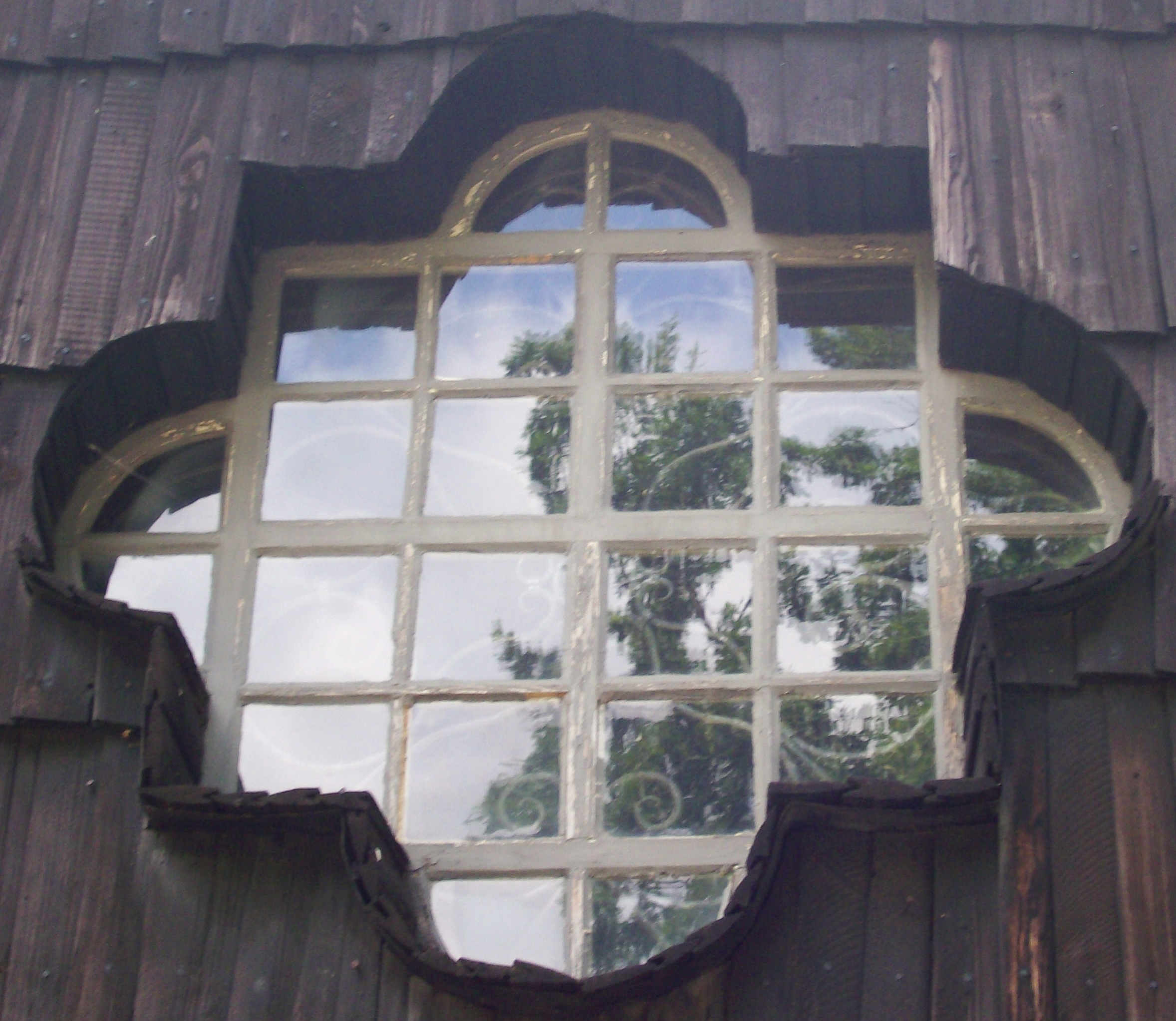
Okno w kościele św. Anny w Oleśnie.